# Greater Art
Greater Art (с англ. — «большее искусство») — дебютный студийный альбом шведской метал-группы Lake of Tears. Запись альбома проходила в период с декабря 1993 года по январь 1994 года. Релиз состоялся осенью 1994 года на независимом лейбле Black Mark Productions.

## Критика
Рецензент онлайн-издания Metal Storm отметил дэт-метал-ориентированность альбома и поставил ему оценку 9 по 10-балльной шкале, особенно похвалив при этом композицию «Upon the Highest Mountain».

## Список композиций
Вся музыка написана Даниелем Бреннаром, тексты песен написаны им же, за исключением «Under the Crescent» и «Evil Inside», тексты которых созданы им в соавторстве с Маттиасом Лодмальмом.
| №                   | Название                    | Длительность |
| ------------------- | --------------------------- | ------------ |
| 1.                  | «Under the Crescent»        | 3:40         |
| 2.                  | «Eyes of the Sky»           | 3:42         |
| 3.                  | «Upon the Highest Mountain» | 7:10         |
| 4.                  | «As Daylight Yields»        | 4:02         |
| 5.                  | «Greater Art»               | 4:53         |
| 6.                  | «Evil Inside»               | 3:01         |
| 7.                  | «Netherworld»               | 3:36         |
| 8.                  | «Tears»                     | 4:53         |
| Общая длительность: | Общая длительность:         | 34:48        |

## Участники записи
| Lake of Tears - Даниель Бреннар (швед. Daniel Brennare) — вокал, лид-гитара - Юнас Эриксон (швед. Jonas Eriksson) — ритм-гитара - Микаэль Ларсон (швед. Mikael Larsson) — бас-гитара - Юхан Оудхьюс (швед. Johan Oudhuis) — ударные                                                                 | Оформление - Кристиан Вохлин (швед. Kristian Wåhlin) — обложка - А. Хэдберг (швед. A. Hedberg) — фотограф |
| Приглашённые музыканты и технический персонал - Томас Скогсберг (швед. Tomas Skogsberg) — клавишные, продюсирование, сведение, инжениринг - Маттиас Лодмальм (швед. Mattias Lodmalm) — бэк-вокал, соло в «Greater Art», продюсирование, сведение - Б. Форсберг (швед. B. Forsberg) — продюсирование | |